# Любушкин, Алексей Сергеевич
Алексей Серге́евич Любушкин (25 января 1990) — российский футболист, играл на позиции защитника.

## Клубная карьера
В 2008 году попал в заявку московского «Торпедо». 8 мая 2008 года, выйдя в стартовом составе домашнего матча 10-го тура Первого дивизиона против брянского «Динамо», дебютировал за «Торпедо», на 29-й минуте он был заменён Евгением Луценко. Тот матч у него был единственным в сезоне. В 2010 году играл за «Спортакадемклуб». В 2012 году сыграл 10 матчей за кишинёвскую «Академию», в которых забил 1 гол в чемпионате Молдавии. В сезоне 2012/2013 годов был в заявке молдавского клуба «Верис».